# Конвой №7125
Конвой № 7125 — японський конвой часів Другої світової війни, проведення якого відбувалось у лютому 1944.
Вихідним пунктом конвою був атол Трук у центральній частині Каролінських островів, де ще до війни облаштували головну базу японського ВМФ у Океанії. Протягом двох років звідси здійснювали підтримку операцій на Соломонових островах та сході Мікронезії, втім, на початку лютого 1944-го через зростаючу ворожу перевагу основні бойові кораблі Імперського флоту Японії полишили Трук. На атолі ще залишалось кілька десятків транспортів, частина яких полишила його 12 лютого у складі конвою № 7125, що попрямував до Палау на заході Каролінських островів (колись важливий транспортний хаб, який наразі розглядався японським командуванням вже як складова частина головного оборонного периметра імперії).
До складу конвою увійшли транспорти «Нічіро-Мару», «Кітакамі-Мару», «Камікадзе-Мару», танкер «Хісі-Мару №2» (Hishi Maru No. 2) та флотський танкер «Сата». Охорону забезпечували есмінець «Хаманамі», мисливець за підводними човнами CH-30 і переобладнані мисливці за підводними човнами «Такунан-Мару № 2» і «Шонан-Мару № 5».
Під час переходу конвою № 7125 довелось зустрітись з американськими підводними човнами, які традиційно патрулювали поблизу Труку та Палау. Так, 14 лютого 1944-го з японських кораблів помітили торпедну атаку, після чого «Хаманамі» провів скидання глибинних бомбам, від яких сам мало не зазнав пошкоджень. Ще одну атаку глибинними бомбами есмінець здійснив 15 лютого.
Надвечір 17 лютого 1944-го вже менш ніж за дві сотні кілометрів на північний схід від Палау конвой перехопила субмарина USS Sargo. Спершу вона випустила вісім торпед по «Сату» і хоча в ціль влучила лише одна, проте внаслідок цього танкер втратив хід. За шість хвилин ще дві торпеди з підводного човна уразили «Нічіро-Мару», який вибухнув та майже одразу затонув, загинуло 50 членів екіпажу (порятунок вцілілих провело «Кітакамі-Мару»). Невдовзі інші судна конвою прибули до пункту призначення. Що стосується «Сату», то йому на допомогу прибуло судно «Аратама-Мару», яке взяло пошкоджений танкер на буксир та 20 лютого також довело його до Палау. При цьому варто відзначити, що в цей же час, 17—18 лютого, американське авіаносне угруповання завдало нищівного удару по Труку, під час якого знищило близько трьох десятків транспортів.
Важко пошкоджений «Сату» залишився для аварійного ремонту на Палау та був потоплений наприкінці березня 1944-го під час рейду на цю базу все того ж авіаносного з'єднання. Тоді ж тут загинуло і «Камікадзе-Мару», яке в день прибуття на Палау перекласифікували в судно постачання та залишилось на базі задля забезпечення інших кораблів свіжими продуктами.